# Tim Matheson
Tim Matheson, all'anagrafe Timothy Lewis Matthieson (Glendale, 31 dicembre 1947), è un attore e regista statunitense.

## Biografia
Lavora come attore già da ragazzo, nella commedia Appuntamento sotto il letto (1968) con Lucille Ball e Henry Fonda, nel ruolo di Mike Beardsley, figlio maggiore di Fonda. Nel 1973 partecipa all'ultima serie di Bonanza, nel ruolo di Griff King. Il ruolo che gli regala il successo è quello del motociclista Sweet nel film Una 44 Magnum per l'ispettore Callaghan (1973). Lavora anche per la TV, nei serial Io e i miei tre figli e Il carissimo Billy. Nel 1978 è uno dei protagonisti nel film di successo internazionale Animal House e in Fletch. Insieme al collega Dan Grodnik, nel 1989 Matheson decide di acquistare il magazine National Lampoon, all'epoca in forte calo di vendite, ma il declino inarrestabile lo convince a venderlo nel 1991.
Oltre che per piccoli ruoli al cinema, Matheson è conosciuto per le sue interpretazioni televisive: nel 1976 è protagonista, insieme a Kurt Russell, del telefilm western Racconti della frontiera; è il Vice Presidente degli Stati Uniti John Hoynes in West Wing - Tutti gli uomini del Presidente (ruolo che gli ha procurato due nomination agli Emmy), è l'aiuto sceriffo Matthew Donner in Wolf Lake, dirige alcuni episodi di Squadra emergenza, The Twilight Zone, Cold Case - Delitti irrisolti, Senza traccia, e Shark. Dal 2019 interpreta Doc Mullins nella serie TV Netflix Virgin River. Appare inoltre in Maial College nel 2002, nel ruolo del padre del protagonista, ruolo ispirato al personaggio interpretato in Animal House.

### Vita privata
Tim Matheson è stato sposato dal 1968 al 1971 con l'attrice Jennifer Leak. Il secondo matrimonio con Megan Murphy, da cui ha avuto tre figli, è terminato con il divorzio nel 2010.

## Filmografia

### Cinema
- Divorzio all'americana (Divorce american style), regia di Bud Yorkin (1967)
- Appuntamento sotto il letto (Yours, Mine and Ours), regia di Melville Shavelson (1968)
- How to Commit Marriage, regia di Norman Panama (1969)
- Una 44 Magnum per l'ispettore Callaghan (Magnum Force), regia di Ted Post (1973)
- Animal House (National Lampoon's Animal House), regia di John Landis (1978)
- Almost Summer, regia di Martin Davidson (1978)
- Dreamer, regia di Noel Nosseck (1979)
- La banda delle frittelle di mele colpisce ancora (The Apple Dumpling Gang Rides Again), regia di Vincent McEveety (1979)
- 1941 - Allarme a Hollywood (1941), regia di Steven Spielberg (1979)
- Un po' di sesso (A Little Sex), regia di Bruce Paltrow (1982)
- Essere o non essere (To Be or Not to Be), regia di Alan Johnson (1983)
- Zattere, pupe, porcelloni e gommoni (Up the Creek), regia di Robert Butler (1984)
- Impulse, regia di Graham Baker (1984)
- The House of God, regia di Donald Wrye (1984)
- Fletch - Un colpo da prima pagina (Fletch), regia di Michael Ritchie (1985)
- La corsa più pazza del mondo 2 (Speed Zone), regia di Jim Drake (1989)
- Body Wars, regia di Leonard Nimoy (1989) - Cortometraggio
- Solar Crisis, regia di Richard C. Sarafian (1990)
- A volte ritornano (Sometimes They Come Back), regia di Tom McLoughlin (1991)
- Va' all'inferno Fred (Drop Dead Fred), regia di Ate de Jong (1991)
- Midnight Heat, regia di Harvey Frost (1995)
- La pecora nera (Black Sheep), regia di Penelope Spheeris (1996)
- Il ritorno della famiglia Brady (A Very Brady Sequel), regia di Arlene Sanford (1996)
- Elfy Elf - Chi trova un amico trova un tesoro (A Very Unlucky Leprechaun), regia di Brian Kelly (1998)
- Kiss me (She's All That), regia di Robert Iscove (1999)
- Storia di noi due (The Story of Us), regia di Rob Reiner (1999)
- Chump change, regia di Stephen Burrows (2000)
- Maial College (Van Wilder), regia di Walt Becker (2002)
- Where Are They Now?: A Delta Alumni Update, regia di John Landis (2003) - cortometraggio
- Non bussare alla mia porta (Don't Come Knocking), regia di Wim Wenders (2005)
- Redline, regia di Andy Cheng (2007)
- Dietro le linee nemiche III - Missione Colombia (Behind Enemy Lines: Colombia), regia di Tim Matheson (2009)
- American Pie presenta: Il manuale del sesso (American Pie Presents the Book of Love), regia di John Putch (2009)
- Amici, amanti e... (No Strings Attached), regia di Ivan Reitman (2011)
- Jumanji - Benvenuti nella giungla (Jumanji: Welcome to the Jungle), regia di Jake Kasdan (2017)
- La bambola assassina (Child's Play), regia di Lars Klevberg (2019)

### Televisione
- Io e i miei tre figli (My Three Sons) - serie TV, 3 episodi (1962-1963)
- Il carissimo Billy (Leave it to Beaver) - serie TV, 2 episodi (1962-1963)
- Ripcord – serie TV, episodio 2x07 (1963)
- Thompson's Ghost - film TV (1966)
- The Hardy Boys: The Mystery of the Chinese Junk - film TV, regia di Larry Peerce (1967)
- Adam-12 - serie TV, 1 episodio (1969)
- Il virginiano (The Virginian) - serie TV, 24 episodi (1969-1970)
- San Francisco International Airport - serie TV, 1 episodio (1970)
- Bracken's World - serie TV, 1 episodio (1970)
- Matt Lincoln - serie TV, 1 episodio (1971)
- Room 222 - serie TV, 1 episodio (1971)
- Hitched - film TV, regia di Boris Sagal (1971)
- Lock, Stock and Barrel - film TV, regia di Jerry Thorpe (1971)
- The D.A. - serie TV, 1 episodio (1971)
- The Bold Ones: The Lawyers - serie TV, 1 episodio (1971)
- Mistero in galleria (Night Gallery) - serie TV, 1 episodio (1971)
- Here's Lucy - serie TV, 1 episodio (1972)
- Ironside - serie TV, 1 episodio (1972)
- La famiglia Smith (The Smith Family) - serie TV, 1 episodio (1972)
- Bonanza - serie TV, 15 episodi (1972-1973)
- The Wide World of Mystery - serie TV, 1 episodio (1973)
- Medical Center - serie TV, 1 episodio (1973)
- Kung Fu - serie TV, 1 episodio (1973)
- Difesa a oltranza (Owen Marshall: Counselor at Law) - serie TV, 4 episodi (1971-1974)
- Il mago (The Magician) - serie TV, 1 episodio (1974)
- Sulle strade della California (Police Story) - serie TV, 1 episodio (1974)
- Remember When - film TV, regia di Buzz Kulik (1974)
- The Last Day - film TV, regia di Vincent McEveety (1975)
- River Bandits (The Runaway Barge) - film TV, regia di Boris Sagal (1975)
- Three for the Road - serie TV, 1 episodio (1975)
- Petrocelli - serie TV, 1 episodio (1976)
- Rhoda - serie TV, 1 episodio (1976)
- Ultimo indizio (Jigsaw John) - serie TV, 1 episodio (1976)
- The Hemingway Play - film TV, regia di Don Taylor (1976)
- The Quest - film TV, regia di Lee H. Katzin (1976)
- Visions - serie TV, 1 episodio (1976) - voce
- Racconti della frontiera (The Quest) - serie TV, 11 episodi (1976)
- The Quest: The Longest Drive - film TV, regia di Bernard McEveety (1976)
- The Captive: The Longest Drive 2 - film TV, regia di Lee H. Katzin (1976)
- Hawaii Squadra Cinque Zero (Hawaii Five-0) - serie TV, 1 episodio (1977)
- Mary White - film TV, regia di Jud Taylor (1977)
- What Really Happened to the Class of '65? - serie TV, 1 episodio (1977)
- Insight - serie TV, 6 episodi (1972-1978)
- La squadriglia delle pecore nere (Baa Baa Black Sheep) - serie TV, 1 episodio (1978)
- Alla conquista del West (How the West Was Won) - serie TV, 2 episodi (1978)
- Bus Stop - film TV, regia di Peter H. Hunt (1982)
- Arabesque - serie TV, 13 episodi (1982-1983)
- Listen to Your Heart - film TV, regia di Don Taylor (1983)
- La mia compagna di classe (The Best Legs in Eighth Grade) - film TV, regia di Tom Patchett (1984)
- Obsessed with a Married Woman - film TV, regia di Richard Lang (1985)
- George Burns Comedy Week - serie TV, 1 episodio (1985)
- Giustizia cieca (Blind Justice) - film TV, regia di Rod Holcomb (1986)
- Warm Hearts, Cold Feet - film TV, regia di James Frawley (1987)
- Rogoe - film TV, regia di Carl Schenkel (1987)
- Trying Times - serie TV, 1 episodio (1987)
- Just in Time - serie TV, 6 episodi (1988)
- The Littlest Victims - film TV, regia di Peter Levin (1989)
- Piccole bugie (Little White Lies) - film TV, regia di Anson Williams (1989)
- Nikki and Alexander - film TV, regia di Reinhold Weege (1989)
- Strategia di una vendetta (Buried Alive) - film TV, regia di Frank Darabont (1990)
- Il cuore di Joshua (Joshua's Heart) - film TV, regia di Michael Pressman (1990)
- Il triangolo del peccato (The Woman Who Sinned) - film TV, regia di Michael Switzer (1991)
- Charlie Hoover - serie TV, 7 episodi (1991)
- Senza via d'uscita (Quicksand: No Escape) - film TV, regia di Michael Pressman (1992)
- Relentless: Mind of a killer - film TV, regia di John Patterson (1993)
- Trial & Error - film TV, regia di Mark Sobel (1993)
- Annunci personali (Dying to Love You) - film TV, regia di Robert Iscove (1993)
- Fallen Angels - serie TV, 1 episodio (1993)
- Shameful Secrets - film TV, regia di David Carson (1993)
- Omicidi firmati (Those Bedroom Eyes) - film TV, regia di Leon Ichaso (1993)
- Harmful Intent - film TV, regia di John Patterson (1993)
- Target of Suspicion - film TV, regia di Bob Swaim (1994)
- Conosci l'uomo nero? (While Justice Sleeps) - film TV, regia di Ivan Passer (1994)
- Cybill - serie TV, 1 episodio (1995)
- Fast Company - film TV, regia di Gary Nelson (1995)
- Tails You Live, Heads You're Dead - film TV, regia di Tim Matheson (1995)
- Bionda e pericolosa (An Unfinished Affair) - film TV, regia di Rod Hardy (1996)
- Twilight Man - film TV, regia di Craig R. Baxley (1996)
- La casa di Mary (Buried Secrets) - film TV, regia di Michael Toshiyuki Uno (1996)
- Appuntamento sotto l'albero (Christmas in My Hometown ) - film TV, regia di Jerry London (1996)
- L'uomo sbagliato (Sleeping with the Devil) - film TV, regia di William A. Graham (1997)
- Morte apparente (Buried Alive II) - film TV, regia di Tim Matheson (1997)
- Dead Man's Gun - serie TV, 1 episodio (1998)
- Rescuers - Stories of Courage: Two Families - film TV, regia di Tony Bill e Tim Hunter (1998)
- Insieme per sempre (Forever Love) - film TV, regia di Michael Switzer (1998)
- Catch Me if You Can - film TV, regia di Jeffrey Reiner (1998)
- At the Mercy of a Stranger - film TV, regia di Graeme Campbell (1999)
- Un posto dove vivere (Navigating the Heart) - film TV, regia di David Burton Morris (2000)
- Hell Swarm - film TV, regia di Tim Matheson (2000)
- Sharing the Secret - film TV, regia di Katt Shea (2000)
- Jackie Bouvier Kennedy Onassis - film TV, regia di David Burton Morris (2000)
- Sposami ancora (Second Honeymoon), regia di Larry Peerce – film TV (2001)
- Wolf Lake - serie TV, 10 episodi (2001-2002)
- Mamma in sciopero (Mom's on Strike), regia di James Keach - film TV (2002)
- The King of Queens - serie TV, 1 episodio (2002)
- Breaking News - serie TV, 12 episodi (2002)
- Senza traccia (Without a Trace) - serie TV, 1 episodio (2003)
- Ed - serie TV, 1 episodio (2003)
- Martha, Inc.: The Story of Martha Stewart - film TV, regia di Jason Ensler (2003)
- Alla scoperta di mio padre (The King and Queen of Moonlight Bay) - film TV, regia di Sam Pillsbury (2003)
- Giuda (Judas) - film TV, regia di Charles Robert Carner (2004)
- West Wing - Tutti gli uomini del Presidente (The West Wing) - serie TV, 20 episodi (1999-2006)
- Augusta, Gone - film TV, regia di Tim Matheson (2006)
- Shark - Giustizia a tutti i costi (Shark) - serie TV, 1 episodio (2007)
- The World According to Barnes - film TV, regia di Jason Ensler (2007)
- The Prince - film TV, regia di Gavin O'Connor (2008)
- Entourage - serie TV, 1 episodio (2008)
- Figlia a sorpresa (To Love and Die) - film TV, regia di Mark Piznarski (2008)
- Body Politic - film TV, regia di Scott Winant (2009)
- White Collar - serie TV, 1 episodio (2010)
- Talker - film TV, regia di Perry Lang (2011)
- Burn Notice - Duro a morire (Burn Notice) - serie TV, 5 episodi (2008-2013)
- CSI - Scena del crimine - serie TV, 2 episodi (2013)
- Tom Green Live - serie TV, 1 episodio (2014)
- Hart of Dixie - serie TV, 70 episodi (2011-2015)
- Last Chance for Christmas - film TV, regia di Gary Yates (2015)
- Motive - serie TV, 1 episodio (2016)
- Killing Reagan - miniserie TV (2016)
- La magia del Natale (Magical Christmas Ornaments), regia di Don McBrearty (2017) - film TV
- The Good Fight – serie TV, 4 episodi (2017)
- The Affair - Una relazione pericolosa (The Affair) - serie TV, episodi 4x06-4x08 (2018)
- Virgin River - serie TV (2019)
- Evil – serie TV, 4 episodi (2021-2022)

### Doppiatore
- Le avventure di Sinbad Junior (Sinbad Jr.) - serie TV, 81 episodi (1965) - voce Sinbad Junior
- Johnny Quest (Johnny Quest) - serie TV, 26 episodi (1965) - voce Johnny Quest
- Space Ghost - serie TV, 10 episodi (1966) - voce Jace
- Sansone e Golia (Young Samson & Goliath) - serie TV, 20 episodi (1967-1968) - voce Sansone
- Principe Valiant (The Legend of Prince Valiant) - serie TV, 1 episodio (1991) - voce Marcus
- Batman (Batman: The Animated Series) - serie TV, 2 episodi (1993) - voce Gil Mason
- Johnny Quest versus the Cyber Insects - film TV, regia di Mario Piluso (1995) - voce 4-DAC
- The legend of Calamity Jane - serie TV, 13 episodi (1997) - voce Cap. O'Rourke
- Batman - Cavaliere della notte (The New Batman Adventures) - serie TV, 1 episodio (1998) - voce Michael Vreeland
- Justice League - serie TV, 1 episodio (2004) - voce Maxwell Lord
- Magnificent desolation: Walking on the moon 3D - documentario animato (2005) - voce Houston Cap Com
- Batman: The Brave and the Bold - serie TV, 1 episodio (2009) - voce Jarvis Kord
- Scooby-Doo! Mystery Incorporated - serie TV, 13 episodi (2012-2013) - voce Brad Chiles
- Tom & Jerry: Operazione spionaggio (Tom and Jerry: Spy Quest), regia di Spike Brandt e Tony Cervone (2015) - voce The President

## Regista
- A cuore aperto (St. Elsewhere) - serie TV, 1 episodio (1984)
- Codice violato (Breach of Conduct) - film TV (1994)
- Tails You Live, Heads You're Dead - film TV (1995)
- Morte apparente (Buried Alive II) - film TV (1997)
- American Spy (In the Company of Spies) - film TV (1999)
- Hell Swarm - film TV (2000)
- The Twilight Zone - serie TV, 1 episodio (2003)
- Codice Matrix (Threat Matrix) - serie TV, 1 episodio (2003)
- Ed - serie TV, 1 episodio (2003)
- Squadra emergenza (Third Watch) - serie TV, 3 episodi (2003-2004)
- Senza traccia (Without a Trace) - serie TV, 3 episodi (2003-2004)
- Cold Case - Delitti irrisolti (Cold Case) - serie TV, 4 episodi (2004-2005)
- Numb3rs - serie TV, 1 episodio (2005)
- Las Vegas - serie TV, 2 episodi (2005)
- Threshold - serie TV, 1 episodio (2005)
- E-Ring - serie TV, 1 episodio (2005)
- Killer instinct - serie TV, 1 episodio (2006)
- Augusta, Gone - film TV (2006)
- West Wing - Tutti gli uomini del Presidente (The West Wing) - serie TV, 1 episodio (2006)
- Just Legal - serie TV, 1 episodio (2006)
- Travelert - serie TV, 1 episodio (2007)
- Eureka - serie TV, 1 episodio (2007)
- Bionic Woman - serie TV, 1 episodio (2007)
- Che fatica fare la star! (True Confessions of a Hollywood Starlet) - film TV (2008)
- Criminal Minds - serie TV, 2 episodi (2006-2009)
- Psych - serie TV, 3 episodi (2007-2009)
- Dietro le linee nemiche III - Missione Colombia (Behind Enemy Lines: Colombia) (2009)
- Dirty Sexy Money - serie TV, 1 episodio (2009)
- Greek - La confraternita (Greek) - serie TV, 1 episodio (2009)
- Burn Notice - Duro a morire (Burn Notice) - serie TV, 5 episodi (2007-2010)
- La strana coppia (The Good Guys) - serie TV, 1 episodio (2010)
- White Collar - serie TV, 1 episodio (2010)
- Covert Affairs - serie TV, 1 episodio (2010)
- Persone sconosciute (Persons Unknown) - serie TV, 1 episodio (2010)
- Criminal Minds: Suspect Behavior - serie TV, 1 episodio (2011)
- Suits - serie TV, 1 episodio (2011)
- Criminal Behavior - film TV (2011)
- Drop Dead Diva - serie TV, 2 episodi (2011-2012)
- Wild Carde - serie TV, 1 episodio (2014)
- Hart of Dixie - serie TV, 8 episodi (2012-2015)
- The Last Ship - serie TV, 1 episodio (2015)
- Lucifer - serie TV, 1 episodio (2016)
- Person of Interest - serie TV, 1 episodio (2016)

## Doppiatori italiani
Nelle versioni in italiano delle opere in cui ha recitato, Tim Matheson è stato doppiato da:
- Mario Cordova in A volte ritornano, Mamma in sciopero, La bambola assassina, The Good Fight
- Massimo Lodolo in Omicidi firmati, Storia di noi due, Virgin River
- Gino La Monica in Appuntamento sotto l'albero, West Wing - Tutti gli uomini del Presidente (st. 1-5), Killing Reagan
- Sergio Di Stefano in West Wing - Tutti gli uomini del Presidente (st. 6-7), Sposami ancora, Maial College
- Roberto Chevalier in Appuntamento sotto il letto, Fletch - Un colpo da prima pagina
- Claudio Capone in 1941 - Allarme a Hollywood, Essere o non essere
- Claudio Sorrentino in Animal House[1], La magia del Natale
- Natale Ciravolo in Arabesque, Strategia di una vendetta
- Michele Kalamera in Shark - Giustizia a tutti i costi, Burn Notice - Duro a morire
- Cesare Barbetti in Una 44 Magnum per l'ispettore Callaghan
- Angelo Nicotra in Alla conquista del West
- Carlo Cosolo ne Il triangolo del peccato
- Alberto Bognanni in Va' all'inferno Fred
- Raffaele Farina in Annunci personali
- Antonio Sanna in Fallen Angels
- Massimo Corvo in La pecora nera
- Manlio De Angelis ne Il ritorno della famiglia Brady
- Paolo Maria Scalondro in Bionda e pericolosa
- Vittorio Guerrieri in La casa di Mary
- Sandro Acerbo in Kiss Me
- Dario Penne in CSI - Scena del crimine
- Giorgio Locuratolo in Senza traccia
- Stefano De Sando in Figlia a sorpresa
- Federico Danti in Dietro le linee nemiche III - Missione Colombia
- Mauro Gravina in White Collar
- Michele Gammino in Hart of Dixie
- Rodolfo Traversa in The Affair - Una relazione pericolosa
- Luca Biagini in Jumanji - Benvenuti nella giungla
- Gianni Giuliano in Evil

Da doppiatore è sostituito da:
- Germano Longo in Fantasia (ed. 1985/86)
- Aldo Barberito ne Le avventure di Sinbad Junior
- Giuliano Giacomelli in Johnny Quest
- Massimo Bitossi in Scooby-Doo! Mistery Incorporated